# Eremoceras surcoufi
Eremoceras surcoufi là một loài bọ cánh cứng trong họ Cerambycidae.